# Златар (планина)
Златар (Велика Кршева 1.625 m) је планина у југозападном делу Србије. Налази се између река Лима, Увца, Милешевке и Бистрице. Златар припада Динарским планинама, које се настављају до мора.

## Клима
Златар са умереном климом, на споју медитеранске и планинске климе, максималан број сунчаних дана (951 час, 265 сунчаних и око 100 снежних дана у години).

## Привреда
На Златару се налазе рудници мрког угља и лигнита.

## Туризам
Планина Златар по морфологији, клими и биљном покривачу односно аутентичној природи, сврстава се у значајне туристичке регије, у којој се могу развијати спортско-рекреативни, излетнички, здравствено-лечилишни, ловни, конгресни, екскурзивни и туризам на селу.
Планина Златар је богата шумом и пашњацима. Развијено је и сточарство и производња златарског и сјеничког сира. Доста развијен је и туризам. У близини планине Златар налази се кањон реке Увац и реликтне птичје врсте белоглавог супа. Недалеко од планине налази се манастир Милешева код места Пријепоље (13. век) и манастир Бања у Прибоју. Такође на Златару налазе се и рудници мрког угља и лигнита. Ова планина се сврстава у ред планина са изузетном туристичком вредношћу, на којој се могу развијати спортско-рекреативни, ловни и излетнички туризам.
На Златару се налазе хотел „Панорама“ и „Завод за превенцију, лечење и рехабилитацију кардиоваскуларних обољења и артеријског крвног притиска“, окружени боровом и брезовом шумом. У зимском периоду гостима је на располагању ски-стаза дужине 800 m, са ски-лифтом дужине 420 m, који се налази 200 m од хотела „Панорама“. Постоји могућност изнајмљивања ски опреме. Љубитељи лова имају могућности за лов на високу и ниску дивљач.
Златар фест се организује крајем јула и почетком августа.
Недалеко од планине Златар може се посетити кањон реке Увац, станиште белог бора и реликтне птичије врсте на Балкану - белоглавог супа. Овај природни резерват, као еколошко подручје због интересантности пејзажа, бистре воде богате рибом и могућности сплаварења и фото-туризма привлачи пажњу туриста.
Река Лим и три вештачка језера Златарско, Сјеничко и Радоињско, богати су племенитим врстама рибе и погодна за пецање и вожњу чамцем. У близини се налазе манастир Милешева (13. век), манастир Давидовица (12. век) у градићу Бродарево, манастир Бања (12. век) у Прибоју, цркве брвнаре у Кућанима и Радијевићима, који употпуњују туристичку понуду планине Златар.